# Numbat
Der Numbat (Myrmecobius fasciatus), auch als Ameisenbeutler bekannt, ist ein kleines australisches Beuteltier aus der Ordnung der Raubbeutlerartigen (Dasyuromorphia). Wegen seiner abweichenden Anatomie und Lebensweise wird er einer eigenen Familie, Myrmecobiidae, zugeordnet. Seine Nahrung besteht nahezu ausschließlich aus Termiten, die er mit starken Krallen ausgräbt und mit einer wurmförmigen Zunge fängt. Vor allem die Nachstellung durch den von Menschen in Australien eingeschleppten Rotfuchs hat dazu geführt, dass der Numbat aus großen Teilen seines einstigen Verbreitungsgebiets verschwunden ist und nur mit intensiven Schutzmaßnahmen überleben kann.

## Merkmale

### Aussehen
Seine Gestalt, seine spitze Schnauze und die auffälligen Streifen machen den Numbat unter Australiens Säugetieren unverwechselbar. Die Grundfarbe des Fells ist bei der einzigen heute noch existierenden Unterart vorne rotbraun, nach hinten dunkelbraun bis schwarz. Die Unterseite ist weißlich. Über den hinteren Rücken laufen vier bis elf weiße Querbänder, die nach vorne hin blasser und undeutlicher werden. Der lange Schwanz hat eine braune Farbe, kann durch zahlreiche weiße Haare aber grau wirken. Ein schwarzer Streifen läuft von der Ohrbasis zur Schnauze und umrahmt das Auge. Darunter liegt ein weißlicher Streifen.
Das Fell ist dünn und besteht aus kurzen, steifen Haaren. Die Haare des Schwanzes sind sehr viel länger. Wird der Schwanz aufgerichtet, können die borstigen Haare aufgestellt werden, so dass der Eindruck einer Flaschenbürste entsteht.
Der Vorderrücken ist die höchste Stelle des Körpers, während Kopf und Hinterrücken tiefer liegen. Die Ohren sind doppelt so lang wie breit. Die Augen sitzen verhältnismäßig hoch am Kopf.
Numbats tragen an den Vorderbeinen fünf Zehen, an den Hinterbeinen vier. Alle Zehen sind mit starken Krallen bewehrt.
Die Kopfrumpflänge des Numbats beträgt im Durchschnitt 27 cm. Hinzu kommt ein 20 cm langer Schwanz. Das Gewicht liegt zwischen 500 und 700 Gramm.

### Bezahnung und Zunge
In der Form der Schnauze, der Vereinfachung der Zähne und der Länge der Zunge lässt sich manche Konvergenz zu anderen insektenfressenden Säugetieren (Ameisenbären, Schuppentiere) erkennen. Der Numbat hat zahlreiche Zähne, die in der Größe sehr reduziert sind und als einfache kegelförmige Spitzen erscheinen, die zum Teil kaum über das Zahnfleisch hinausragen. Weil sich nicht immer alle Zähne entwickeln, schwankt die Zahl der Zähne zwischen den Individuen und manchmal sogar zwischen linker und rechter Kieferseite ein und desselben Tieres.
Meistens aber zeigt sich folgende Zahnformel:
| 4 | · | 1 | · | 3 | · | 4-5 | = 48-52 |
| 3 | · | 1 | · | 3 | · | 5-6 | = 48-52 |

Der Numbat hat stets mehr als sieben postcanine Zähne (Molaren und Prämolaren). Dies ist unter Landsäugetieren einmalig.
Die Zunge des Numbats ist lang und wurmförmig. Die stark vergrößerten Speicheldrüsen produzieren einen klebrigen Speichel, der die Zunge bedeckt und dafür sorgt, dass Nahrung an ihr kleben bleibt. Quer zum Gaumen verlaufen dreizehn oder vierzehn Kämme, an denen die Zunge beim Einziehen entlanggezogen wird, um die festhaftenden Insekten abzustreifen.

### Sinnesorgane und Drüsen
Der Numbat nutzt vorwiegend Gesichts- und Geruchssinn. Der Geruch dient ihm dabei zum Aufspüren der Nahrung im Boden, die Augen zur frühen Erkennung von Feinden. Auffällig ist die relative Komplexität der Augen, die unter Beuteltieren ihresgleichen sucht. Die Netzhaut wird von Zapfen dominiert, die Pupillen sind unbeweglich – beides typische Kennzeichen tagaktiver Tiere. Kein anderes bisher untersuchtes Beuteltier hat einen schärferen Gesichtssinn als der Numbat. Das Sehfeld umfasst einen Winkel von 240° in der Horizontalen, ist aber in der Vertikalen recht begrenzt.
An der Brust haben Numbats einen runden, nahezu haarlosen, orangebraun gefärbten Bereich, der von Duftdrüsen besetzt ist, die vermutlich der Reviermarkierung dienen. Weibchen besitzen zudem eine Analdrüse, Männchen hingegen nicht.

### Stoffwechsel
Bei Höheren Säugetieren mit vergleichbarer Lebensweise zeigt sich oft ein verringerter Stoffwechsel, da der hohe Anteil unverdaulichen Chitins in der Beute dafür sorgt, dass dem Körper weniger Energie zugeführt wird. Beim Numbat ist dies jedoch nicht der Fall. Seine Körpertemperatur von 34,1° entspricht weitgehend der anderer Beuteltiere. Wie alle Raubbeutlerartigen verfällt der Numbat gelegentlich in einen Torpor, der bis zu fünfzehn Stunden andauern kann und bei dem die Körpertemperatur auf 19 Grad absinken kann.

## Verbreitung und Lebensraum

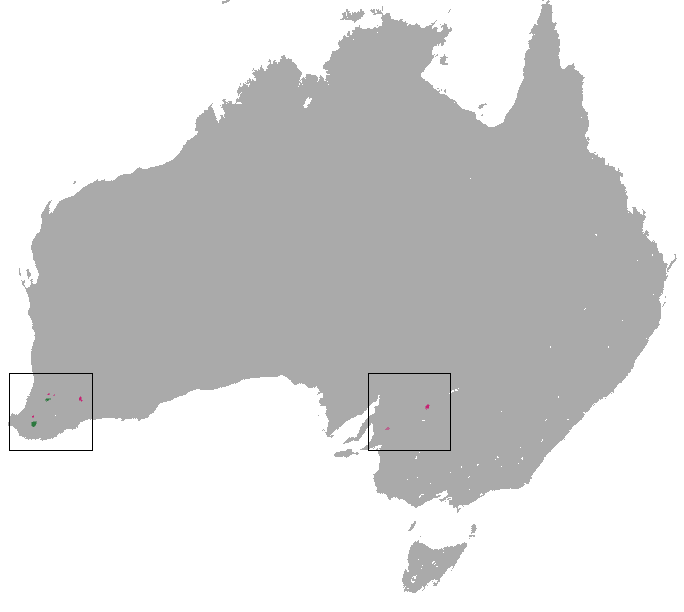
Heutiges Verbreitungsgebiet des Numbats, ursprüngliche Restpopulationen in grün, wieder eingeführte in pink

Die frühere Verbreitung des Numbats kann anhand von subfossilen Funden, Reiseberichten, Aborigine-Überlieferungen und der dokumentierten Fundorte von Museumsexemplaren rekonstruiert werden.
Demnach lebte der Numbat einst im südlichen Teil von Western Australia, in South Australia mit Ausnahme der Nullarbor-Wüste, in den zentralen Wüsten sowie im äußersten Westen von New South Wales (siehe auch Karte unter Bedrohung und Schutz). Seit der Ankunft der ersten europäischen Siedler ist dieses Territorium dramatisch geschrumpft, bis schließlich nur noch zwei Populationen übrig waren:
- Dryandra Woodland, ein 28.000 Hektar großes Naturreservat inmitten von Ackerland, 170 km östlich von Perth
- Perup Nature Reserve, ein 52.000 Hektar großes Schutzgebiet in der Nähe von Manjimup

In jüngster Zeit hat man durch Aussetzungen neun weitere Populationen geschaffen, davon sieben in Western Australia, eine in South Australia und eine in New South Wales. Zum Teil sind diese Schutzgebiete eingezäunt, um Füchse fernzuhalten.
Einst war der Numbat in verschiedenartigsten Lebensräumen beheimatet. Er kam sowohl in der Sandwüste als auch in der Spinifex-Savanne vor, im Mulga-Buschland ebenso wie im Eukalyptuswald. Die verbliebenen Populationen leben inzwischen nur noch in Wäldern.

## Lebensweise

### Aktivität

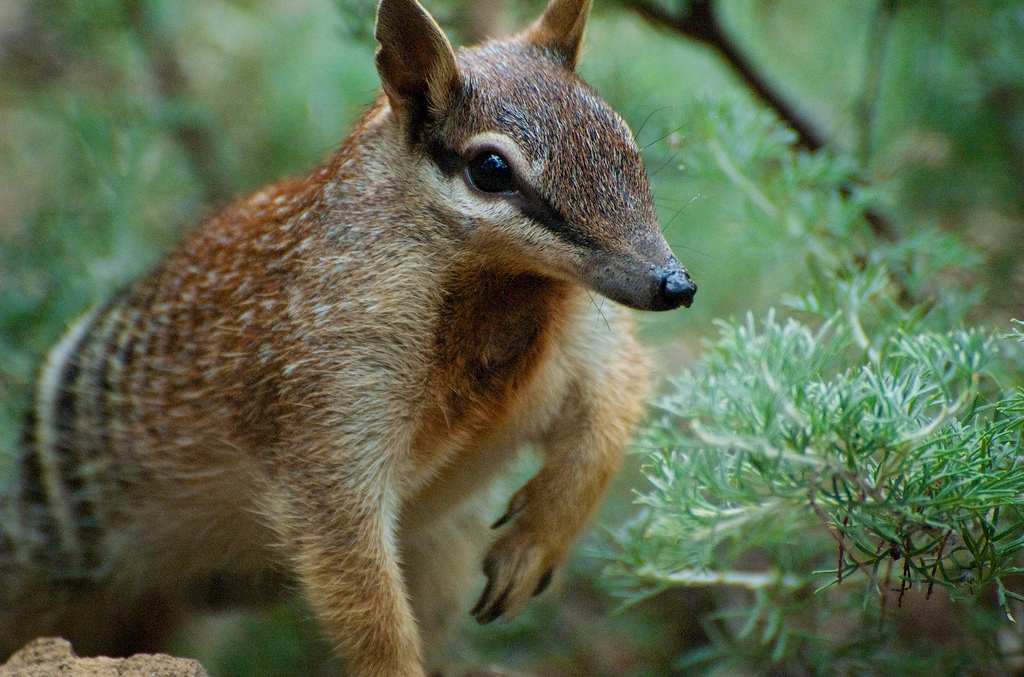
Numbat

Der Numbat ist das einzige ausschließlich tagaktive Beuteltier Australiens. Hier besteht ein Zusammenhang mit seiner Beute, den Termiten, die ebenfalls am Tage aktiv sind. Im Sommer ist der Morgen und der späte Nachmittag die Zeit der größten Aktivität, und die Mittagshitze verbringt er geschützt im Bau. Im Winter hingegen ist der Numbat zur Tagesmitte aktiv. Regenwetter wird stets gemieden.
Als Bau kann eine selbst gegrabene Erdhöhle dienen, manchmal reicht aber auch ein hohler Stamm. Hier gibt es einen großen Unterschied zwischen Wald- und Freilandpopulationen: letztere sind naturgemäß auf Erdhöhlen angewiesen, während die waldbewohnenden Numbats wenige bis keine Höhlen bauen. Ein selbst gegrabener Bau hat einen Eingang von 8 cm Durchmesser. Dieser Gang führt über eine Länge von 1 m zu einer Kammer mit 15 bis 23 cm Durchmesser, die sich 10 bis 60 cm unter der Oberfläche befindet. In seinem Aktionsraum hat ein Numbat mehrere Baue.
Numbats sind Einzelgänger mit einem großen Aktionsraum von bis zu 50 Hektar. Sie bewegen sich für gewöhnlich in einem langsamen Gang vorwärts und halten immer wieder an, um sich auf die Hinterbeine zu setzen und die Gegend auszukundschaften. Bei Bedrohung können sie aber mit einer Geschwindigkeit von bis zu etwa 30 km/h davonlaufen. Die Flucht führt zu einem Bau in der Nähe.

### Nahrung
Numbats ernähren sich ausschließlich von Termiten. Somit ist der deutsche Name „Ameisenbeutler“ irreführend, denn Ameisen werden nur ungewollt gefressen; die einzigen Ameisen, deren Reste sich in Numbat-Kot fanden, waren solche Arten, die räuberisch von Termiten leben und daher mit diesen verspeist wurden. In den jetzt von Numbats bewohnten Gebieten sind die Termitenarten Coptotermes acinaciformis und Amitermes obeuntis die wichtigsten Beutetiere. Mit jedem Gramm organischer Nahrung nimmt ein Numbat auch 0,33 Gramm Erde zu sich, die ebenfalls an der Zunge hängenbleibt.
Die Krallen des Numbats sind zwar kräftig, aber nicht stark genug, um einen Termitenhügel aufzubrechen. Deshalb werden nur jene Termiten, die rund um den Hügel in den abzweigenden unterirdischen Gängen unterwegs sind, verspeist. Der Numbat setzt sich hierzu auf seine Hinterbeine und gräbt die Erde mit den Vorderklauen auf.
In Gefangenschaft fraß ein Numbat 10.000 bis 20.000 Termiten am Tag. Kleine Termiten werden geschluckt, nur besonders große werden mit den Zähnen zuvor zerkaut.

### Fortpflanzung
Die Tragzeit beträgt vierzehn Tage. Zwischen Januar und April kommen zwei bis vier Junge zur Welt. Für gewöhnlich umfasst der Wurf die volle Zahl von vier Jungen, entsprechend den vier existierenden Zitzen.
Die Zitzengegend des Weibchens ist von gekräuseltem, gelblichem Haar umgeben, das sich deutlich vom Weiß des Bauchs abhebt. Ein Beutel fehlt komplett. Somit müssen sich die 2 cm kleinen Jungen, wenn sie zu den Zitzen gekrochen sind, in den Haaren festklammern. So verbleiben sie bis zu sechs Monate an den Zitzen. Die Milch des Numbats ist besonders reich an Ölsäure. Diese Parallele zum nicht verwandten Ameisenigel scheint mit der gleichartigen Ernährung zusammenzuhängen.
Gegen Ende Juli, wenn die Jungen eine Länge von 7,5 cm erreicht haben, lassen sie die Haare los. Im Schutz eines Baus werden sie von der Mutter weiter gesäugt. Wenn der Bau gewechselt wird, trägt die Mutter sie auf dem Rücken mit sich. Ende September laufen die Jungen auch draußen eigenständig umher, und im November verlassen sie die Mutter.
Weibchen sind bereits im ersten Lebensjahr geschlechtsreif, Männchen erst im zweiten. Zur Lebensdauer in der Wildnis gibt es keine Erkenntnisse, im Zoo werden Numbats fünf bis sechs Jahre alt.

## Feinde und Parasiten
Der wichtigste Fressfeind des Numbats ist heute der Rotfuchs. Auch Hauskatzen stellen Numbats nach. Somit sind zwei vom Menschen eingeschleppte Räuber die ärgsten Feinde des Numbats. Daneben wurden Greifvögel und Schlangen als Fressfeinde nachgewiesen, namentlich die Arten Bänderhabicht, Halsringsperber, Kaninchenadler, Keilschwanzadler, Habichtfalke und Rautenpython. Nie beobachtet wurde, dass Dingos oder Beutelmarder Numbats jagen, es wird aber vermutet.
Ein Kratzwurm der Art Mulusentis myrmecobius, die nur vom Numbat bekannt ist, befällt die Tiere gelegentlich und hat vereinzelt auch zu deren Tod geführt. Termiten sind offensichtlich die Zwischenwirte dieser Würmer, die also mit der Nahrung aufgenommen werden.
Von Numbats in Gefangenschaft sind, wie allgemein häufig bei gefangen gehaltenen Beuteltieren, Infektionen mit Mykobakterien bekannt. Diese können eitrige Läsionen verursachen, die zum Tod führen können.

## Systematik und Namen

### Äußere Systematik
Der Numbat ist in Anatomie und Lebensweise so einzigartig, dass sich keine nahen Verwandten feststellen lassen. Daher wird er einer eigenen Familie Myrmecobiidae zugeordnet. Molekulargenetische Analysen stellen den Numbat an die Basis der Raubbeutlerartigen, so dass die gemeinsame Klade aus Raubbeutlern und Beutelwölfen als Schwestergruppe anzusehen ist.

### Innere Systematik
1923 wurde eine zweite Numbat-Art als Myrmecobius rufus beschrieben; 1933 wurde diese von Hedley Herbert Finlayson als Unterart des bekannten Numbats eingestuft und somit Myrmecobius fasciatus rufus benannt (englisch Rusty Numbat, = „Rostroter Numbat“). Diese Unterart hatte ein kräftig rotes Rückenfell, das nach hinten in ein helleres Braun überging; die Unterseite war beige und nicht weiß. Der letzte Vertreter dieser Unterart wurde um 1950 bei Warburton gefunden. Bis in die 1960er soll es angeblich noch Sichtungen gegeben haben, heute aber ist die rote Unterart höchstwahrscheinlich ausgestorben.
Die Nominatform Myrmecobius fasciatus fasciatus, die einzige heute noch lebende Unterart, hat einst das westliche Western Australia bewohnt, während im Osten von Western Australia sowie in den anderen australischen Bundesstaaten die rote Unterart beheimatet war.

### Stammesgeschichte

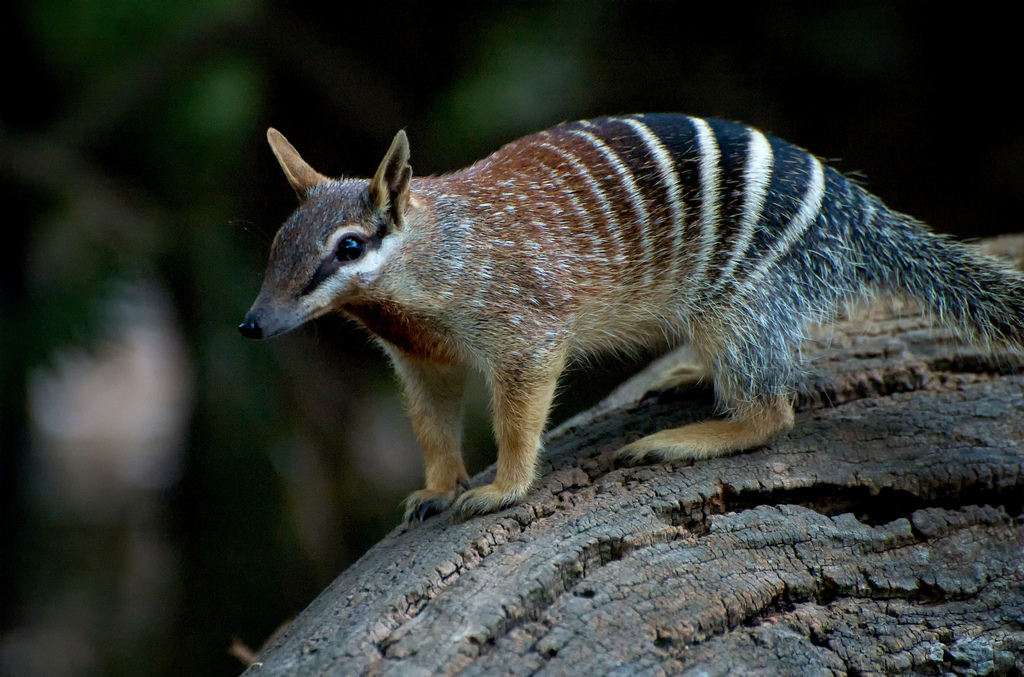
Numbat

Fossilfunde sind kaum vorhanden. Lediglich dreimal wurden Numbat-Fossilien gefunden und alle gehören der heute lebenden Art an. Zwei stammen aus dem Pleistozän, eine aus dem Holozän. Einer der pleistozänen Funde stammt aus der Nullarbor-Wüste, einer Gegend, in der nach heutigem Wissen in historischer Zeit niemals Numbats gelebt haben.

### Namen
Beschrieben wurde der Numbat 1836 von George Robert Waterhouse unter dem heute noch gültigen Namen Myrmecobius fasciatus. Zunächst waren im Englischen Bezeichnungen wie Banded Anteater („Gestreifter Ameisenbär“), Marsupial Anteater („Beutelameisenbär“) oder White-banded Bandicoot („Weißstreifen-Bandikut“) üblich, im Deutschen der Name „Ameisenbeutler“. Inzwischen hat sich der aus einer Aborigine-Sprache übernommene Name Numbat zumindest im Englischen durchgesetzt. Im Übrigen haben die Aborigines mehrere Bezeichnungen für dieses Tier, da es auch eine Vielzahl von Sprachen gibt. Andere Bezeichnungen sind zum Beispiel noobat, nombat, nyoombot, waihoo, weeu, walpurti oder mutjurarranypa.

## Bedrohung und Schutz

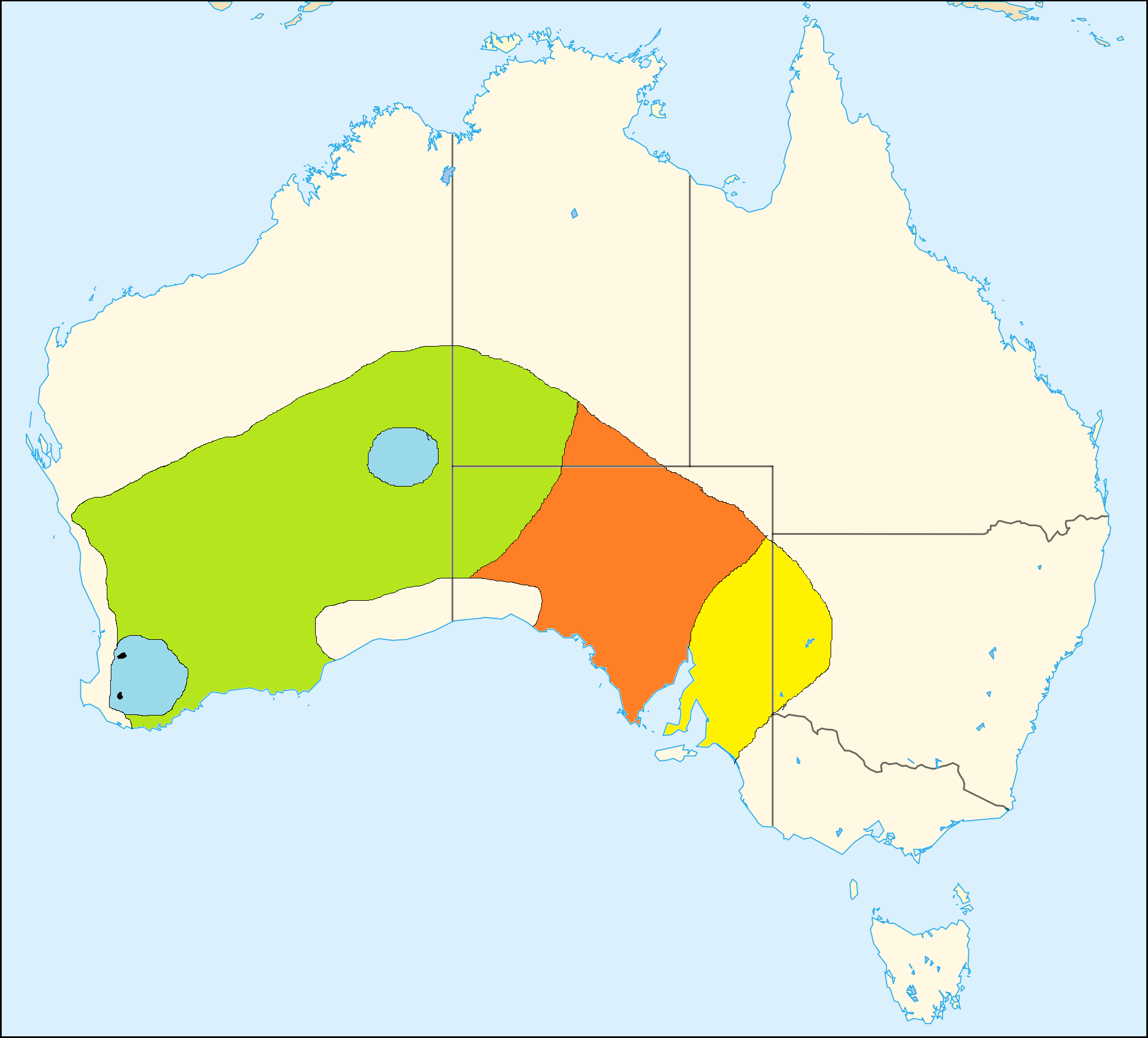
Der Bestandsrückgang des Numbats im Laufe der Jahrzehnte.
gelb: ausgestorben nach 1800.
orange: ausgestorben nach 1910.
grün: ausgestorben nach 1930.
blau: ausgestorben nach 1960.
schwarz: verbliebene Verbreitung 1980.

Der Rückgang des Numbats setzte wohl sofort nach Beginn der europäischen Besiedlung Australiens ein. Dabei verschwand der Numbat zunächst aus den östlichsten Teilen seines einstigen Verbreitungsgebiets. In New South Wales wurde er 1857 letztmals gesehen. In South Australia gab es bis in die 1920er gesicherte und bis in die 1940er angebliche Nachweise. In den zentralen Wüsten verschwand der Numbat gegen 1960, anschließend auch in den größten Teilen von Western Australia, so dass in den 1980ern nur noch die zwei kleinen Reservate im Dryandra Woodland und im Perup Nature Reserve übrig waren.
Obwohl mehrere Ursachen für den Rückgang des Numbats genannt werden, scheinen die dramatischen Bestandseinbrüche während des 20. Jahrhunderts hauptsächlich auf eine einzige Ursache zurückzuführen sein: den von Menschen in Australien ausgesetzten Rotfuchs. Der Fuchs drang allmählich immer weiter westwärts vor, und wo immer er heimisch wurde, erlosch die Numbatpopulaton kurz darauf. So ist das Überleben in Dryandra und Perup auch darauf zurückzuführen, dass man in diesen Gebieten Programme zur Fuchsausrottung durchsetzte und bis heute darauf achtet, dass Füchse ferngehalten werden. Der Erfolg war ein stetiger Anstieg der Numbat-Populationen bis 1990.
Nach dem Tiefpunkt 1980 bemühte man sich auch um eine Wiederansiedlung des Numbats in Teilen seines einstigen Verbreitungsgebiets. Der Anfang wurde 1985 im Boyagin Nature Reserve in Western Australia gemacht, nachdem auch dort zuvor alle Füchse planmäßig ausgerottet worden waren. Nach der erfolgreichen Wiederansiedlung wurden weitere solche Versuche unternommen, so dass Numbats heute unter anderem auch in folgenden Reservaten vorkommen:
- Boyagin Nature Reserve, Western Australia
- Dragon Rocks Nature Reserve, Western Australia
- Batalling State Forest, Western Australia
- Tutanning Nature Reserve, Western Australia
- Yookamurra Sanctuary, South Australia
- Scotia Sanctuary, New South Wales

Manche von ihnen sind vollständig eingezäunt, um das Eindringen von Füchsen zu verhindern. Bei der Wiederansiedlung spielt der Perth Zoo eine Rolle, wo Numbats laufend auf die Auswilderung vorbereitet werden.
Die Wiederansiedlungen führten dazu, dass die IUCN 1996 den Numbat vom Status „stark gefährdet“ (endangered) auf „gefährdet“ (vulnerable) zurückstufte. Allerdings kam es anschließend zu einem Bestandseinbruch im Dryandra Woodland von 600 auf 50 Individuen. Die Gründe für diesen Einbruch sind unklar und werden noch erforscht. Im Perup Nature Reserve sind die Bestände dagegen stabil geblieben. 2008 hob die IUCN den Gefährdungsstatus wieder auf „stark gefährdet“ an.
Es wird geschätzt, dass heute zwischen 500 und 600 Numbats in freier Wildbahn leben.